# Tambja sagamiana
Tambja sagamiana – gatunek ślimaka z rzędu nagoskrzelnych i rodziny Polyceridae. Zamieszkuje pacyficzne wybrzeża  Japonii, Korei Południowej i Tajwanu.

## Taksonomia
Gatunek ten opisany został po raz pierwszy w 1955 roku przez Kikutarō Babę pod nazwą Nembrotha sagamiana. Jako miejsce typowe wskazał on Zatokę Sagami. W 1967 roku przeniesiony został do rodzaju Tambja przez Roberta Burna. W 2006 roku Marta Pola, J. Lucas Cervera i Terrence M. Gosliner dokonali rewizji taksonomicznej rodzaju podając bardziej rozbudowany opis gatunku. Dokonali oni również analizy filogenetycznej, z której wynika, że Tambja sagamiana zajmuje pozycję siostrzaną dla kladu tworzonego przez Tambja verconis i Tambja stegosauriformis.

## Morfologia

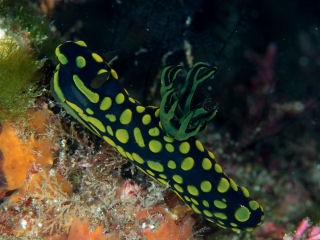
Forma barwna sfotografowana w Parku Narodowym u wybrzeży wysp Izu

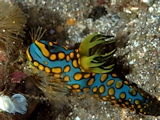

Ślimak o wydłużonym ciele osiągającym do 130 mm długości. Ubarwienie ma niebieskie z licznymi pomarańczowożółtymi, czarno obrzeżonymi plamkami na wierzchu ciała, zielonymi skrzelami oraz pomarańczowożółtą, cienko i czarno obwiedzioną przepaską dookoła nogi. Niekiedy plamkowanie ciała przybiera barwę zielonożółtą. Powierzchnia ciała jest gładka z dużymi, nie łączącymi się ze sobą guzkami na jego wierzchu i bokach oraz mniejszymi i bardziej licznymi guzkami na końcu nogi.
Fałd nakrywający głowową część ciała, zwany welonem frontalnym, zredukowany jest do postaci szerokiej listewki. Rinofory podzielone są wcięciami na około 55 blaszek i mają możliwość kurczenia się do środka wysokich, stożkowatych osłonek. Niewielkich rozmiarów czułki gębowe mają grzbietobrzusznie spłaszczoną formę z poziomym rowkiem. Boki ciała między rinoforami a czułkami gębowymi zaopatrzone są w wyniesione struktury o owalnej, blaszkowatej formie. Warga ma oskórek pozbawiony ząbków. Masa bukalna wyposażona jest w parę długich, szerokich i ziarnistych ślinianek obejmujących przełyk. Tarka ma w jednym szeregu jeden ząb środkowy (osiowy), parę zębów bocznych wewnętrznych i trzy pary zębów bocznych zewnętrznych. Szeregów tych jest 20–26. Zęby środkowe mają kształt znacznie szerszego niż wyższego prostokąta o wciętej przedniej krawędzi i pozbawionego ząbkowania. Zęby boczne wewnętrzne mają po dwa guzki zębowe, z których zewnętrzny jest prostokątny, a wewnętrzny jest rozdwojony na dwa ostre ząbki, z których z kolei górny ma piłkowaną krawędź wewnętrzną. Zęby boczne zewnętrzne są płytkowato spłaszczone, pozbawione guzków, a ich rozmiary maleją ku krawędziom tarki. Skrzela rozmieszczone są w półkolistym wieńcu dookoła stożkowatej brodawki analnej i nie mają możliwości kurczenia się. Kształt ich jest trójpierzasty z głęboko rozwidlonymi gałęziami bocznymi.
Gonopor leży po prawej stronie ciała, w połowie odległości między rinoforami a skrzelami. Triauliczne narządy rozrodcze cechują się wąskim i wydłużonym kanałem preampullatoryjnym rozszerzonym następnie w duży i grubościenny gruczoł obojnaczy (ampullę) o kształcie litery „S”, rozdzielający się na przewód obojnaczy i nasieniowód. Niewielkich rozmiarów prostata ograniczona jest do skręconego odcinka nasieniowodu. Końcowa część nasieniowodu przechodzi w prącie uzbrojone licznymi kolcami. Przewód pochwowy jest krótki i przyłączony do dużej, okrągłej torebki kopulacyjnej. Zbiornik nasienny jest mniejszy od torebki, gruszkowaty w kształcie, połączony krótkim przewodem z pochwą. Jajowód jest smukły i łączy się z odsiebną częścią pochwy. Gruczoł pochwowy jest duży i grubościenny.

## Ekologia i występowanie
Gatunek zachodniopacyficzny. Znany jest z wód przybrzeżnych Japonii (od Honsiu po Riukiu), Korei Południowej i Tajwanu. Wchodzi w skład bentosu. Tak jak inni przedstawiciele rodzaju jest drapieżnikiem, żerującym na mszywiołach.